# 東庄ゴルフ倶楽部
東庄ゴルフ倶楽部（とうのしょうゴルフくらぶ）は、千葉県香取郡東庄町に所在するゴルフ場である。

## 概要
1997年（平成9年）4月5日、経営母体である「大京」によって開場されたが、その後、東京建物が施設保有会社となり「東京建物リゾート」によって運営されている、ゴルフコースの設計は竹村秀夫、コースの施工は大成建設が行った。コースは、太平洋からほど近い温暖な丘陵地にあり、典型的な丘陵コースで、ウォーターハザードがリゾートコース風の雰囲気を醸し出している。

## 所在地
〒289-0636 千葉県香取郡東庄町東和田329番地

## コース情報
- 開場日 - 1997年4月5日
- 設計者 - 竹村秀夫
- 監修 - 石井富士夫
- 面積 - 970,000m2（約29.3万坪）
- コースタイプ - 丘陵コース
- コース - 7,021ヤード、18ホールズ、パー72、コースレート 72.3
- グリーン - ベント1グリーン（ペンクロス）
- フェアウェイ - コーライ
- ラフ - ノシバ
- ハザード - バンカー66、池が絡むホール15
- プレースタイル - 乗用カート(5人乗り)リモコン式
- 練習場 - 12打席 180ヤード、アプローチ＆バンカー
- 休場日 - 無休[3][4]

## クラブ情報
- ハウス面積 - 5,267m2（1,593.2坪）
- ハウス設計 - 株式会社 久米設計
- ハウス施工 - 鹿島建設 株式会社

## ギャラリー
- ゴルフコース - コース概要、コースガイド
- クラブハウス - 施設案内、クラブハウス、レストラン

## 交通アクセス
- 鉄道 - 総武本線（JR東日本） - 旭駅よりタクシー利用 約12km
- ハイウェイバス - 東京駅・浜松町駅 - 旭駅よりタクシー利用 約12km
- 道路 - 東関東自動車道 - 佐原香取インターチェンジより 約17km[5]

## 関連文献
- 『ゴルフ場ガイド 東版』2006-2007、「東庄ゴルフ倶楽部（千葉県）」、東京 ゴルフダイジェスト社、2006年5月、2020年6月24日